# Olympische Sommerspiele 1960/Turnen
Bei den XVII. Olympischen Sommerspielen 1960 in Rom fanden 14 Wettkämpfe im Gerätturnen statt, davon acht für Männer und sechs für Frauen. Austragungsort waren die Caracalla-Thermen. Nicht mehr zum Programm gehörte der Gruppengymnastik-Wettbewerb der Frauen.

## Bilanz

### Medaillenspiegel
| Platz | Land             | Gold | Silber | Bronze | Gesamt |
| ----- | ---------------- | ---- | ------ | ------ | ------ |
| 1     | Sowjetunion      | 10   | 8      | 8      | 26     |
| 2     | Japan            | 4    | 2      | 3      | 9      |
| 3     | Tschechoslowakei | 1    | 1      | –      | 2      |
| 4     | Finnland         | 1    | –      | –      | 1      |
| 5     | Italien          | –    | 1      | 2      | 3      |
| 6     | Bulgarien        | –    | –      | 1      | 1      |
| 6     | Rumänien         | –    | –      | 1      | 1      |

### Medaillengewinner
| Konkurrenz           | Gold                                                                                       | Silber                                                                                              | Bronze |
| -------------------- | ------------------------------------------------------------------------------------------ | --------------------------------------------------------------------------------------------------- | --- |
| Mannschaftsmehrkampf | Nobuyuki Aihara, Yukio Endō, Takashi Mitsukuri, Takashi Ono, Masao Takemoto, Shūji Tsurumi | Albert Asarjan, Waleri Kerdemelidi, Nikolai Miligulo, Wladimir Portnoi, Boris Schachlin, Juri Titow | Giovanni Carminucci, Pasquale Carminucci, Gianfranco Marzolla, Franco Menichelli, Orlando Polmonari, Angelo Vicardi |
| Einzelmehrkampf      | Boris Schachlin                                                                            | Takashi Ono                                                                                         | Juri Titow |
| Barren               | Boris Schachlin                                                                            | Giovanni Carminucci                                                                                 | Takashi Ono |
| Bodenturnen          | Nobuyuki Aihara                                                                            | Juri Titow                                                                                          | Franco Menichelli                                                                                                   |
| Pferdsprung          | Takashi Ono Boris Schachlin                                                                | –                                                                                                   | Wladimir Portnoi |
| Reck                 | Takashi Ono                                                                                | Masao Takemoto                                                                                      | Boris Schachlin |
| Ringe                | Albert Asarjan                                                                             | Boris Schachlin                                                                                     | Welik Kapsasow Takashi Ono                                                                                          |
| Seitpferd            | Eugen Ekman Boris Schachlin                                                                | –                                                                                                   | Shūji Tsurumi |

| Konkurrenz           | Gold | Silber | Bronze                                                                                     |
| -------------------- | --- | --- | ------------------------------------------------------------------------------------------ |
| Mannschaftsmehrkampf | Polina Astachowa, Lidija Iwanowa, Larissa Latynina, Tamara Ljuchina, Sofja Muratowa, Margarita Nikolajewa | Eva Bosáková, Věra Čáslavská, Matylda Matoušková-Šínová, Hana Růžičková, Ludmila Švédová, Adolfína Tkačíková | Atanasia Ionescu, Sonia Iovan, Elena Leuștean, Emilia Liță, Elena Niculescu, Uta Poreceanu |
| Einzelmehrkampf      | Larissa Latynina                                                                                          | Sofja Muratowa                                                                                               | Polina Astachowa                                                                           |
| Bodenturnen          | Larissa Latynina                                                                                          | Polina Astachowa                                                                                             | Tamara Ljuchina                                                                            |
| Pferdsprung          | Margarita Nikolajewa                                                                                      | Sofja Muratowa                                                                                               | Larissa Latynina                                                                           |
| Schwebebalken        | Eva Bosáková                                                                                              | Larissa Latynina                                                                                             | Sofja Muratowa                                                                             |
| Stufenbarren         | Polina Astachowa                                                                                          | Larissa Latynina                                                                                             | Tamara Ljuchina                                                                            |

## Ergebnisse Männer
Die Mannschaftswertung und die Einzelwertung im Mehrkampf wurde am 5. und 7. September ausgetragen. Die Ergebnisse an den einzelnen Geräten zählten als Qualifikation für die Gerätefinals am 10. September.

### Mannschaftsmehrkampf
| Platz | Land | Sportler | Punkte |
| ----- | ---- | --- | ------ |
| 1     | JPN  | Nobuyuki Aihara, Yukio Endō. Takashi Mitsukuri, Takashi Ono, Masao Takemoto, Shūji Tsurumi                          | 575,20 |
| 2     | URS  | Albert Asarjan, Waleri Kerdemelidi, Nikolai Miligulo, Wladimir Portnoi, Boris Schachlin, Juri Titow                 | 572,70 |
| 3     | ITA  | Giovanni Carminucci, Pasquale Carminucci, Gianfranco Marzolla, Franco Menichelli, Orlando Polmonari, Angelo Vicardi | 559,05 |
| 4     | TCH  | Jaroslav Bím, Ferdinand Daniš, Pavel Gajdoš, Ladislav Pazdera, Jaroslav Šťastný, Josef Trmal                        | 557,15 |
| 5     | USA  | Larry Banner, Jack Beckner, Abraham Grossfeld, Garland O’Quinn, Frederick Orlofsky, Donald Tonry                    | 555,20 |
| 6     | FIN  | Eugen Ekman, Kauko Heikkinen, Raimo Heinonen, Otto Kestola, Olavi Leimuvirta, Sakari Olkkonen                       | 554,45 |
| 7     | EUA  | Karlheinz Friedrich, Siegfried Fülle, Philipp Fürst, Erwin Koppe, Günter Lyhs, Günter Nachtigall                    | 553,35 |
| 8     | SUI  | Max Benker, André Brüllmann, Fritz Feuz, Ernst Fivian, Hans Schwarzentruber, Eduard Thomi                           | 551,35 |
| 9     | YUG  | Ivan Čaklec, Miroslav Cerar, Dragan Gagić, Milenko Lekić, Marsel Markulin, Alojz Petrovič                           | 550,80 |
| 10    | POL  | Ernest Hawełek, Jerzy Jokiel, Andrzej Konopka, Alfred Kucharczyk, Józef Rajnisz, Aleksander Rokosa                  | 546,60 |

Datum: 5. bis 7. September 1960 

120 Teilnehmer aus 20 Ländern

### Einzelmehrkampf
| Platz | Land | Sportler             | Punkte |
| ----- | ---- | -------------------- | ------ |
| 1     | URS  | Boris Schachlin      | 115,95 |
| 2     | JPN  | Takashi Ono          | 115,90 |
| 3     | URS  | Juri Titow           | 115,60 |
| 4     | JPN  | Shūji Tsurumi        | 114,55 |
| 5     | JPN  | Yukio Endō           | 114,45 |
| 5     | JPN  | Masao Takemoto       | 114,45 |
| 7     | JPN  | Nobuyuki Aihara      | 114,40 |
| 8     | YUG  | Miroslav Cerar       | 114,25 |
| 9     | JPN  | Takashi Mitsukuri    | 114,10 |
| 10    | ITA  | Franco Menichelli    | 113,80 |
|       |      |                      |        |
| 21    | SUI  | Ernst Fivian         | 111,05 |
| 26    | EUA  | Günter Lyhs          | 110,80 |
| 28    | EUA  | Siegfried Fülle      | 110,60 |
| 37    | SUI  | Max Benker           | 110,00 |
| 40    | SUI  | Fritz Feuz           | 109,85 |
| 47    | SUI  | André Brüllmann      | 109,15 |
| 47    | SUI  | Hans Schwarzentruber | 109,15 |
| 50    | EUA  | Erwin Koppe          | 109,05 |
| 59    | EUA  | Günter Nachtigall    | 108,65 |
| 63    | SUI  | Eduard Thomi         | 108,35 |
| 67    | EUA  | Karlheinz Friedrich  | 108,00 |
| 76    | EUA  | Philipp Fürst        | 106,65 |
| 79    | AUT  | Johann Sauter        | 106,10 |
| 90    | AUT  | Johann König         | 104,35 |
| 94    | AUT  | Hermann Klien        | 103,50 |
| 104   | AUT  | Willi Kafel          | 100,60 |
| 111   | AUT  | Gerhard Huber        | 098,65 |
| 122   | AUT  | Anton Hertl          | 079,95 |

Datum: 5. bis 7. September 1960 

130 Teilnehmer aus 28 Ländern

### Barren
| Platz | Land                          | Sportler             | Punkte |
| ----- | ----------------------------- | -------------------- | ------ |
| 1     | URS                           | Boris Schachlin      | 19,400 |
| 2     | ITA                           | Giovanni Carminucci  | 19,375 |
| 3     | JPN                           | Takashi Ono          | 19,350 |
| 4     | JPN                           | Nobuyuki Aihara      | 19,275 |
| 5     | URS                           | Juri Titow           | 19,200 |
| 6     | JPN                           | Masao Takemoto       | 19,175 |
|       | Ergebnis in der Qualifikation |                      |        |
| 8     | SUI                           | Fritz Feuz           | 19,150 |
| 8     | EUA                           | Philipp Fürst        | 19,150 |
| 13    | SUI                           | Ernst Fivian         | 19,050 |
| 14    | SUI                           | Max Benker           | 19,000 |
| 17    | SUI                           | André Brüllmann      | 18,900 |
| 18    | EUA                           | Günter Lyhs          | 18,850 |
| 31    | SUI                           | Hans Schwarzentruber | 18,600 |
| 31    | SUI                           | Eduard Thomi         | 18,600 |
| 35    | EUA                           | Erwin Koppe          | 18,550 |
| 66    | EUA                           | Siegfried Fülle      | 18,050 |
| 74    | EUA                           | Karlheinz Friedrich  | 17,850 |
| 74    | AUT                           | Hermann Klien        | 17,850 |
| 83    | AUT                           | Johann Sauter        | 17,650 |
| 96    | EUA                           | Günter Nachtigall    | 17,400 |
| 99    | AUT                           | Johann König         | 17,050 |
| 107   | AUT                           | Gerhard Huber        | 16,100 |
| 113   | AUT                           | Anton Hertl          | 15,500 |
| 120   | AUT                           | Willi Kafel          | 14,450 |

Qualifikation: 5. und 7. September 1960 

Finale der besten sechs: 10. September 1960 

129 Teilnehmer aus 28 Ländern

### Bodenturnen
| Platz | Land                          | Sportler             | Punkte |
| ----- | ----------------------------- | -------------------- | ------ |
| 1     | JPN                           | Nobuyuki Aihara      | 19,450 |
| 2     | URS                           | Juri Titow           | 19,325 |
| 3     | ITA                           | Franco Menichelli    | 19,275 |
| 4     | JPN                           | Takashi Mitsukuri    | 19,200 |
| 4     | JPN                           | Takashi Ono          | 19,200 |
| 6     | TCH                           | Jaroslav Šťastný     | 19,075 |
|       | Ergebnis in der Qualifikation |                      |        |
| 7     | SUI                           | Ernst Fivian         | 18,950 |
| 10    | EUA                           | Siegfried Fülle      | 18,900 |
| 22    | EUA                           | Philipp Fürst        | 18,600 |
| 24    | EUA                           | Günter Lyhs          | 18,550 |
| 39    | EUA                           | Erwin Koppe          | 18,300 |
| 39    | EUA                           | Günter Nachtigall    | 18,300 |
| 46    | SUI                           | Hans Schwarzentruber | 18,250 |
| 52    | SUI                           | Fritz Feuz           | 18,200 |
| 52    | SUI                           | Eduard Thomi         | 18,200 |
| 69    | SUI                           | Max Benker           | 18,000 |
| 69    | EUA                           | Karlheinz Friedrich  | 18,000 |
| 71    | SUI                           | André Brüllmann      | 17,950 |
| 86    | AUT                           | Willi Kafel          | 17,550 |
| 98    | AUT                           | Johann König         | 17,100 |
| 99    | AUT                           | Anton Hertl          | 17,000 |
| 99    | AUT                           | Johann Sauter        | 17,000 |
| 102   | AUT                           | Hermann Klien        | 16,850 |
| 116   | AUT                           | Gerhard Huber        | 16,300 |

Qualifikation: 5. und 7. September 1960 

Finale der besten sechs: 10. September 1960 

130 Teilnehmer aus 28 Ländern

### Pferdsprung
| Platz | Land                          | Sportler             | Punkte |
| ----- | ----------------------------- | -------------------- | ------ |
| 1     | JPN                           | Takashi Ono          | 19,350 |
| 1     | URS                           | Boris Schachlin      | 19,350 |
| 3     | URS                           | Wladimir Portnoi     | 19,225 |
| 4     | URS                           | Juri Titow           | 19,200 |
| 5     | JPN                           | Yukio Endō           | 19,175 |
| 6     | JPN                           | Shūji Tsurumi        | 19,150 |
|       | Ergebnis in der Qualifikation |                      |        |
| 20    | SUI                           | Ernst Fivian         | 18,450 |
| 26    | EUA                           | Günter Lyhs          | 18,400 |
| 28    | SUI                           | Max Benker           | 18,350 |
| 33    | EUA                           | Günter Nachtigall    | 18,300 |
| 34    | EUA                           | Siegfried Fülle      | 18,250 |
| 39    | EUA                           | Karlheinz Friedrich  | 18,200 |
| 39    | EUA                           | Philipp Fürst        | 18,200 |
| 43    | SUI                           | Fritz Feuz           | 18,150 |
| 46    | SUI                           | Hans Schwarzentruber | 18,100 |
| 69    | SUI                           | André Brüllmann      | 17,750 |
| 69    | AUT                           | Willi Kafel          | 17,750 |
| 73    | AUT                           | Johann Sauter        | 17,700 |
| 81    | EUA                           | Erwin Koppe          | 17,650 |
| 81    | SUI                           | Eduard Thomi         | 17,650 |
| 93    | AUT                           | Johann König         | 17,450 |
| 102   | AUT                           | Gerhard Huber        | 17,100 |
| 106   | AUT                           | Hermann Klien        | 16,900 |
| 113   | AUT                           | Anton Hertl          | 16,500 |

Qualifikation: 5. und 7. September 1960 

Finale der besten sechs: 10. September 1960 

129 Teilnehmer aus 28 Ländern

### Reck
| Platz | Land                          | Sportler             | Punkte |
| ----- | ----------------------------- | -------------------- | ------ |
| 1     | JPN                           | Takashi Ono          | 19,600 |
| 2     | JPN                           | Masao Takemoto       | 19,525 |
| 3     | URS                           | Boris Schachlin      | 19,475 |
| 4     | JPN                           | Yukio Endō           | 19,425 |
| 5     | YUG                           | Miroslav Cerar       | 19,400 |
| 5     | JPN                           | Juri Titow           | 19,400 |
|       | Ergebnis in der Qualifikation |                      |        |
| 31    | EUA                           | Karlheinz Friedrich  | 18,600 |
| 33    | EUA                           | Günter Lyhs          | 18,550 |
| 42    | SUI                           | André Brüllmann      | 18,450 |
| 42    | SUI                           | Ernst Fivian         | 18,450 |
| 42    | EUA                           | Erwin Koppe          | 18,450 |
| 42    | SUI                           | Eduard Thomi         | 18,450 |
| 46    | SUI                           | Max Benker           | 18,400 |
| 50    | EUA                           | Siegfried Fülle      | 18,350 |
| 56    | AUT                           | Johann König         | 18,250 |
| 72    | AUT                           | Johann Sauter        | 17,950 |
| 81    | EUA                           | Günter Nachtigall    | 17,750 |
| 81    | SUI                           | Hans Schwarzentruber | 17,750 |
| 87    | SUI                           | Fritz Feuz           | 17,55  |
| 89    | AUT                           | Hermann Klien        | 17,500 |
| 93    | AUT                           | Willi Kafel          | 17,400 |
| 101   | AUT                           | Anton Hertl          | 16,750 |
| 110   | AUT                           | Gerhard Huber        | 15,650 |
| 119   | EUA                           | Philipp Fürst        | 13,850 |

Qualifikation: 5. und 7. September 1960 

Finale der besten sechs: 10. September 1960 

130 Teilnehmer aus 28 Ländern

### Ringe
| Platz | Land                          | Sportler             | Punkte |
| ----- | ----------------------------- | -------------------- | ------ |
| 1     | URS                           | Albert Asarjan       | 19,725 |
| 2     | URS                           | Boris Schachlin      | 19,500 |
| 3     | BUL                           | Welik Kapsasow       | 19,425 |
| 3     | JPN                           | Takashi Ono          | 19,425 |
| 5     | JPN                           | Nobuyuki Aihara      | 19,400 |
| 6     | URS                           | Juri Titow           | 19,275 |
|       | Ergebnis in der Qualifikation |                      |        |
| 16    | EUA                           | Philipp Fürst        | 18,950 |
| 16    | EUA                           | Erwin Koppe          | 18,950 |
| 21    | EUA                           | Siegfried Fülle      | 18,800 |
| 38    | EUA                           | Günter Lyhs          | 18,550 |
| 38    | EUA                           | Günter Nachtigall    | 18,550 |
| 43    | SUI                           | Hans Schwarzentruber | 18,450 |
| 49    | EUA                           | Karlheinz Friedrich  | 18,350 |
| 59    | SUI                           | Fritz Feuz           | 18,200 |
| 71    | SUI                           | Max Benker           | 18,050 |
| 73    | SUI                           | André Brüllmann      | 18,000 |
| 73    | SUI                           | Ernst Fivian         | 18,000 |
| 79    | AUT                           | Johann Sauter        | 17,900 |
| 100   | AUT                           | Johann König         | 17,200 |
| 101   | AUT                           | Gerhard Huber        | 17,150 |
| 105   | SUI                           | Eduard Thomi         | 16,900 |
| 107   | AUT                           | Hermann Klien        | 16,800 |
| 111   | AUT                           | Willi Kafel          | 16,700 |
| 128   | AUT                           | Anton Hertl          | 07,500 |

Qualifikation: 5. und 7. September 1960 

Finale der besten sechs: 10. September 1960 

129 Teilnehmer aus 28 Ländern

### Seitpferd
| Platz | Land                          | Sportler             | Punkte |
| ----- | ----------------------------- | -------------------- | ------ |
| 1     | FIN                           | Eugen Ekman          | 19,375 |
| 1     | URS                           | Boris Schachlin      | 19,375 |
| 3     | JPN                           | Shūji Tsurumi        | 19,150 |
| 4     | JPN                           | Takashi Mitsukuri    | 19,125 |
| 5     | URS                           | Juri Titow           | 18,950 |
| 6     | JPN                           | Takashi Ono          | 18,525 |
|       | Ergebnis in der Qualifikation |                      |        |
| 26    | SUI                           | Fritz Feuz           | 18,600 |
| 30    | SUI                           | Eduard Thomi         | 18,550 |
| 40    | EUA                           | Günter Nachtigall    | 18,350 |
| 46    | EUA                           | Siegfried Fülle      | 18,250 |
| 48    | SUI                           | Max Benker           | 18,200 |
| 51    | SUI                           | Ernst Fivian         | 18,150 |
| 54    | SUI                           | André Brüllmann      | 18,100 |
| 59    | SUI                           | Hans Schwarzentruber | 18,000 |
| 65    | EUA                           | Philipp Fürst        | 17,900 |
| 65    | EUA                           | Günter Lyhs          | 17,900 |
| 65    | AUT                           | Johann Sauter        | 17,900 |
| 78    | AUT                           | Hermann Klien        | 17,600 |
| 83    | AUT                           | Johann König         | 17,300 |
| 86    | EUA                           | Erwin Koppe          | 17,150 |
| 91    | EUA                           | Karlheinz Friedrich  | 17,000 |
| 92    | AUT                           | Willi Kafel          | 16,750 |
| 100   | AUT                           | Gerhard Huber        | 16,350 |
| 128   | AUT                           | Anton Hertl          | 06,700 |

Qualifikation: 5. und 7. September 1960 

Finale der besten sechs: 10. September 1960 

128 Teilnehmer aus 28 Ländern

## Ergebnisse Frauen
Die Mannschaftswertung und die Einzelwertung im Achtkampf wurde am 6. und 8. September ausgetragen. Die Ergebnisse an den einzelnen Geräten zählten als Qualifikation für die Gerätefinals am 9. September.

### Mannschaftsmehrkampf
| Platz | Land | Sportlerinnen                                                                                                   | Punkte  |
| ----- | ---- | --- | ------- |
| 1     | URS  | Polina Astachowa, Lidija Iwanowa, Larissa Latynina, Tamara Ljuchina, Sofja Muratowa, Margarita Nikolajewa       | 382,320 |
| 2     | TCH  | Eva Bosáková, Věra Čáslavská, Matylda Matoušková-Šínová, Hana Růžičková, Ludmila Švédová, Adolfína Tačová       | 373,323 |
| 3     | ROM  | Atanasia Ionescu, Sonia Iovan, Elena Leuștean, Emilia Liță, Elena Niculescu, Uta Poreceanu                      | 372,053 |
| 4     | JPN  | Ginko Abukawa-Chiba, Kiyoko Ono, Toshiko Shirasu, Kazuko Sogabe, Keiko Ikeda, Kimiko Tsukada                    | 371,472 |
| 5     | POL  | Brygida Dziuba, Barbara Eustachiewicz, Natalia Kot, Eryka Mondry, Gizela Niedurny, Danuta Nowak-Stachow         | 368,620 |
| 6     | EUA  | Karin Boldemann, Ingrid Föst, Gretel Schiener, Renate Schneider, Roselore Sonntag, Ute Starke                   | 367,754 |
| 7     | HUN  | Mária Bencsik, Anikó Ducza, Klára Förstner, Judit Füle, Katalin Müller, Olga Tass                               | 367,054 |
| 8     | BUL  | Iwanka Doltschewa, Rayna Grigorowa, Elisaweta Milewa, Stanka Pawlowa, Zwetanka Rangelowa, Saltirka Tarpowa      | 364,920 |
| 9     | USA  | Muriel Grossfeld, Doris Fuchs, Betty Jean Maycock, Teri Montefusco, Sharon Richardson, Gail Sontgerath          | 363,063 |
| 10    | ITA  | Miranda Cicognani, Rosella Cicognani, Gabriella Santarelli, Elena Lagorara, Gabriella Santarelli, Wanda Soprani | 360,719 |

Datum: 6. bis 8. September 1960 

112 Teilnehmerinnen aus 17 Ländern

### Einzelmehrkampf
| Platz | Land | Sportlerin           | Punkte |
| ----- | ---- | -------------------- | ------ |
| 1     | URS  | Larissa Latynina     | 77,031 |
| 2     | URS  | Sofja Muratowa       | 76,696 |
| 3     | URS  | Polina Astachowa     | 76,164 |
| 4     | URS  | Margarita Nikolajewa | 75,831 |
| 5     | ROM  | Sonia Iovan          | 75,797 |
| 6     | JPN  | Keiko Ikeda          | 75,696 |
| 7     | URS  | Lidija Iwanowa       | 75,431 |
| 8     | TCH  | Věra Čáslavská       | 75,298 |
| 9     | EUA  | Ingrid Föst          | 75,265 |
| 10    | TCH  | Eva Bosáková         | 75,197 |
|       |      |                      |        |
| 29    | EUA  | Roselore Sonntag     | 72,964 |
| 31    | EUA  | Ute Starke           | 72,798 |
| 34    | EUA  | Gretel Schiener      | 72,697 |
| 48    | EUA  | Renate Schneider     | 72,029 |
| 59    | EUA  | Karin Boldemann      | 71,298 |
| 83    | AUT  | Waltraud Benesch     | 67,498 |
| 91    | AUT  | Henriette Parzer     | 66,530 |
| 94    | AUT  | Elfriede Hirnschall  | 65,931 |
| 101   | AUT  | Erika Bogovic        | 62,664 |
| 102   | AUT  | Anni Cermak          | 62,481 |
| 124   | AUT  | Hildegard Reitter    | 30,800 |

Datum: 6. bis 8. September 1960 

124 Teilnehmerinnen aus 27 Ländern

### Bodenturnen
| Platz | Land                          | Sportlerin          | Punkte |
| ----- | ----------------------------- | ------------------- | ------ |
| 1     | URS                           | Larissa Latynina    | 19,583 |
| 2     | URS                           | Polina Astachowa    | 19,532 |
| 3     | URS                           | Tamara Ljuchina     | 19,449 |
| 4     | TCH                           | Eva Bosáková        | 19,383 |
| 5     | URS                           | Sofja Muratowa      | 19,349 |
| 6     | ROM                           | Sonia Iovan         | 19,232 |
|       | Ergebnis in der Qualifikation |                     |        |
| 9     | EUA                           | Ingrid Föst         | 19,100 |
| 28    | EUA                           | Roselore Sonntag    | 18,666 |
| 30    | EUA                           | Ute Starke          | 18,633 |
| 41    | EUA                           | Gretel Schiener     | 18,499 |
| 54    | EUA                           | Karin Boldemann     | 18,266 |
| 61    | EUA                           | Renate Schneider    | 18,166 |
| 80    | AUT                           | Elfriede Hirnschall | 17,733 |
| 94    | AUT                           | Henriette Parzer    | 16,899 |
| 95    | AUT                           | Waltraud Benesch    | 16,766 |
| 108   | AUT                           | Anni Cermak         | 15,533 |
| 111   | AUT                           | Erika Bogovic       | 15,399 |
| 124   | AUT                           | Hildegard Reitter   | 07,900 |

Qualifikation: 6. bis 8. September 1960 

Finale der besten sechs: 9. September 1960 

124 Teilnehmerinnen aus 27 Ländern

### Pferdsprung
| Platz | Land                          | Sportlerin           | Punkte |
| ----- | ----------------------------- | -------------------- | ------ |
| 1     | URS                           | Margarita Nikolajewa | 19,316 |
| 2     | URS                           | Sofja Muratowa       | 19,049 |
| 3     | URS                           | Larissa Latynina     | 19,016 |
| 4     | TCH                           | Adolfína Tkačíková   | 18,783 |
| 5     | ROM                           | Sonia Iovan          | 18,766 |
| 6     | URS                           | Polina Astachowa     | 18,716 |
|       | Ergebnis in der Qualifikation |                      |        |
| 10    | EUA                           | Ingrid Föst          | 18,499 |
| 40    | EUA                           | Karin Boldemann      | 17,933 |
| 42    | EUA                           | Renate Schneider     | 17,932 |
| 61    | EUA                           | Gretel Schiener      | 17,432 |
| 64    | EUA                           | Roselore Sonntag     | 17,333 |
| 65    | AUT                           | Henriette Parzer     | 17,266 |
| 65    | EUA                           | Ute Starke           | 17,266 |
| 89    | AUT                           | Waltraud Benesch     | 16,366 |
| 94    | AUT                           | Anni Cermak          | 16,066 |
| 110   | AUT                           | Erika Bogovic        | 14,766 |
| 118   | AUT                           | Elfriede Hirnschall  | 14,200 |
| 123   | AUT                           | Hildegard Reitter    | 07,000 |

Qualifikation: 6. bis 8. September 1960 

Finale der besten sechs: 9. September 1960 

124 Teilnehmerinnen aus 27 Ländern

### Schwebebalken
| Platz | Land                          | Sportlerin           | Punkte |
| ----- | ----------------------------- | -------------------- | ------ |
| 1     | TCH                           | Eva Bosáková         | 19,283 |
| 2     | URS                           | Larissa Latynina     | 19,233 |
| 3     | URS                           | Sofja Muratowa       | 19,232 |
| 4     | URS                           | Margarita Nikolajewa | 19,183 |
| 5     | JPN                           | Keiko Ikeda          | 19,132 |
| 6     | TCH                           | Věra Čáslavská       | 19,083 |
|       | Ergebnis in der Qualifikation |                      |        |
| 7     | EUA                           | Ingrid Föst          | 18,700 |
| 12    | EUA                           | Ute Starke           | 18,466 |
| 21    | EUA                           | Roselore Sonntag     | 18,333 |
| 21    | EUA                           | Gretel Schiener      | 18,333 |
| 55    | AUT                           | Elfriede Hirnschall  | 17,466 |
| 57    | EUA                           | Renate Schneider     | 17,399 |
| 77    | EUA                           | Karin Boldemann      | 16,933 |
| 79    | AUT                           | Waltraud Benesch     | 16,866 |
| 89    | AUT                           | Erika Bogovic        | 16,033 |
| 97    | AUT                           | Henriette Parzer     | 15,399 |
| 112   | AUT                           | Anni Cermak          | 14,516 |
| 123   | AUT                           | Hildegard Reitter    | 07,800 |

Qualifikation: 6. bis 8. September 1960 

Finale der besten sechs: 9. September 1960 

124 Teilnehmerinnen aus 27 Ländern

### Stufenbarren
| Platz | Land                          | Sportlerin          | Punkte |
| ----- | ----------------------------- | ------------------- | ------ |
| 1     | URS                           | Polina Astachowa    | 19,616 |
| 2     | URS                           | Larissa Latynina    | 19,416 |
| 3     | URS                           | Tamara Ljuchina     | 19,399 |
| 4     | URS                           | Sofja Muratowa      | 19,382 |
| 5     | JPN                           | Keiko Ikeda         | 19,333 |
| 6     | ROM                           | Sonia Iovan         | 19,099 |
|       | Ergebnis in der Qualifikation |                     |        |
| 11    | EUA                           | Ingrid Föst         | 18,966 |
| 28    | EUA                           | Roselore Sonntag    | 18,632 |
| 36    | EUA                           | Renate Schneider    | 18,499 |
| 42    | EUA                           | Gretel Schiener     | 18,433 |
| 42    | EUA                           | Ute Starke          | 18,433 |
| 48    | EUA                           | Karin Boldemann     | 18,166 |
| 74    | AUT                           | Waltraud Benesch    | 17,500 |
| 91    | AUT                           | Henriette Parzer    | 16,966 |
| 97    | AUT                           | Elfriede Hirnschall | 16,532 |
| 98    | AUT                           | Erika Bogovic       | 16,466 |
| 100   | AUT                           | Anni Cermak         | 16,366 |
| 124   | AUT                           | Hildegard Reitter   | 08,100 |

Qualifikation: 6. bis 8. September 1960 

Finale der besten sechs: 9. September 1960 

124 Teilnehmerinnen aus 27 Ländern